# Байсалі Моганті
Байсалі Моганті (народилася 5 серпня 1994 року) — міжнародна дипломатка й офіційна представниця ООН, письменниця, танцівниця індійського класичного танцю та аналітик зовнішньої та державної політики. Вона є авторкою статей з питань зовнішньої політики та стратегічних питань для кількох престижних міжнародних видань, зокрема американського ділового журналу Forbes, The Huffington Post, The Diplomat та openDemocracy, Лондон.
Моганті є засновницею Оксфордського центру Одіссі, який займається популяризацією та навчанням танцю Одіссі в Оксфордському університеті та інших провідних закладах Великої Британії.
У 2015—2016 роках була стипендіаткою ALC Global Fellow при Оксфордському університеті. 2022 рокустала спеціальною посланницею в Румунії для координації евакуації з України.

## Життєпис

### Ранні роки та освіта
Байсалі Моганті народилася 5 серпня 1994 року в Пурі, Одіша, в родині відомої феміністки, поетеси, письменниці та активістки руху за права жінок Манасі Прадхан та Радхи Бінод Моганті, бувшого головного інженера-електрика та випускника Індійського технологічного інституту.
Здобула освіту в середній школі Blessed Sacrament в Пурі та Міжнародній школі KIIT в Бхубанешварі. Здобула ступінь бакалавра з політики та міжнародних відносин у жіночому коледжі Леді Шрі Рам у Нью-Делі. Згодом здобула ступінь магістра в Оксфордському університеті, написавши дисертацію на тему «Ядерна дипломатія».

### Танцювальна кар'єра

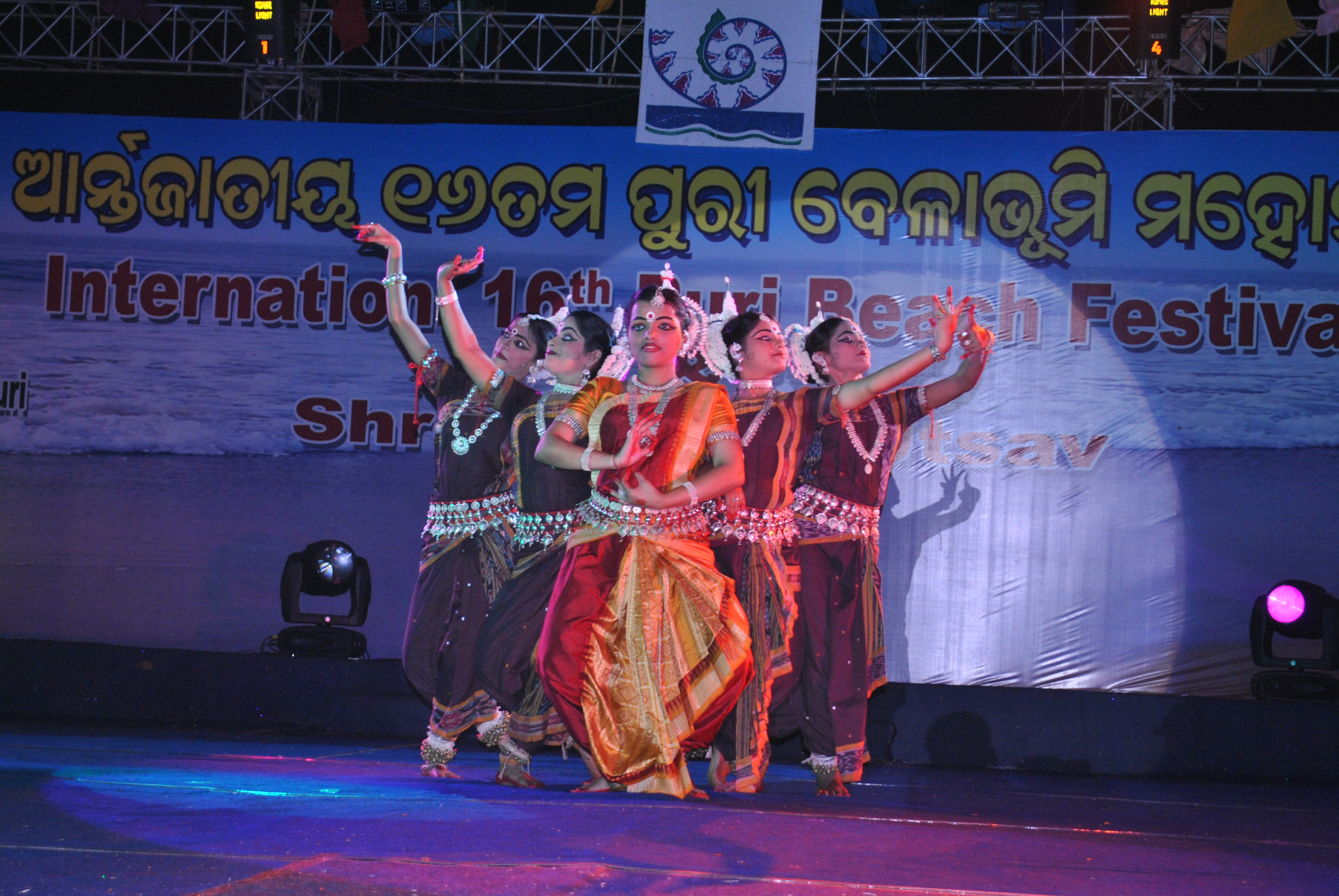
Байсалі Моганті з трупою виступає на 16-му International Beach Festival 24 листопада 2010 року.

Байсалі Моганті понад десять років навчалася танцю Одіссі у відомого вчителя Одіссі Гуру Гангадхара Прадхана, який має орден Падма Шрі, доки він не помер. Вона здобула додаткову підготовку з хореографії в іншої видатної вчительки та хореографки Одіссі — Падма Шрі Гуру Ілеани Цитарісті. Моганті має ступінь Вішарада з танцю Одіссі з відзнакою першого класу.
Понад п'ятнадцять років Моганті виступає з сольними та груповими хореографічними постановками з власною танцювальною трупою «Baisali Mohanty & Troupe» на міжнародних та національних фестивалях.

## Оксфордський центр Одіссі
2015 року Моганті заснувала Оксфордський центр Одіссі при Оксфордському університеті для популяризації індійського класичного танцю в університеті. Окрім регулярних занять з танцю Одіссі для студентів Оксфордського університету, центр також проводить майстер-класи в інших установах, зокрема в Кембриджському університеті, Лондонській школі економіки, Університетському коледжі Лондона (UCL), Королівському коледжі Лондона, Манчестерському університеті та Едінбурзькому університеті.
Байсалі Моганті також є засновницею Оксфордського фестивалю Одіссі, першого у своєму роді щорічного індійського фестивалю класичного танцю, який проводиться в Оксфордському університеті Оксфордським центром Одіссі.

## Нагороди

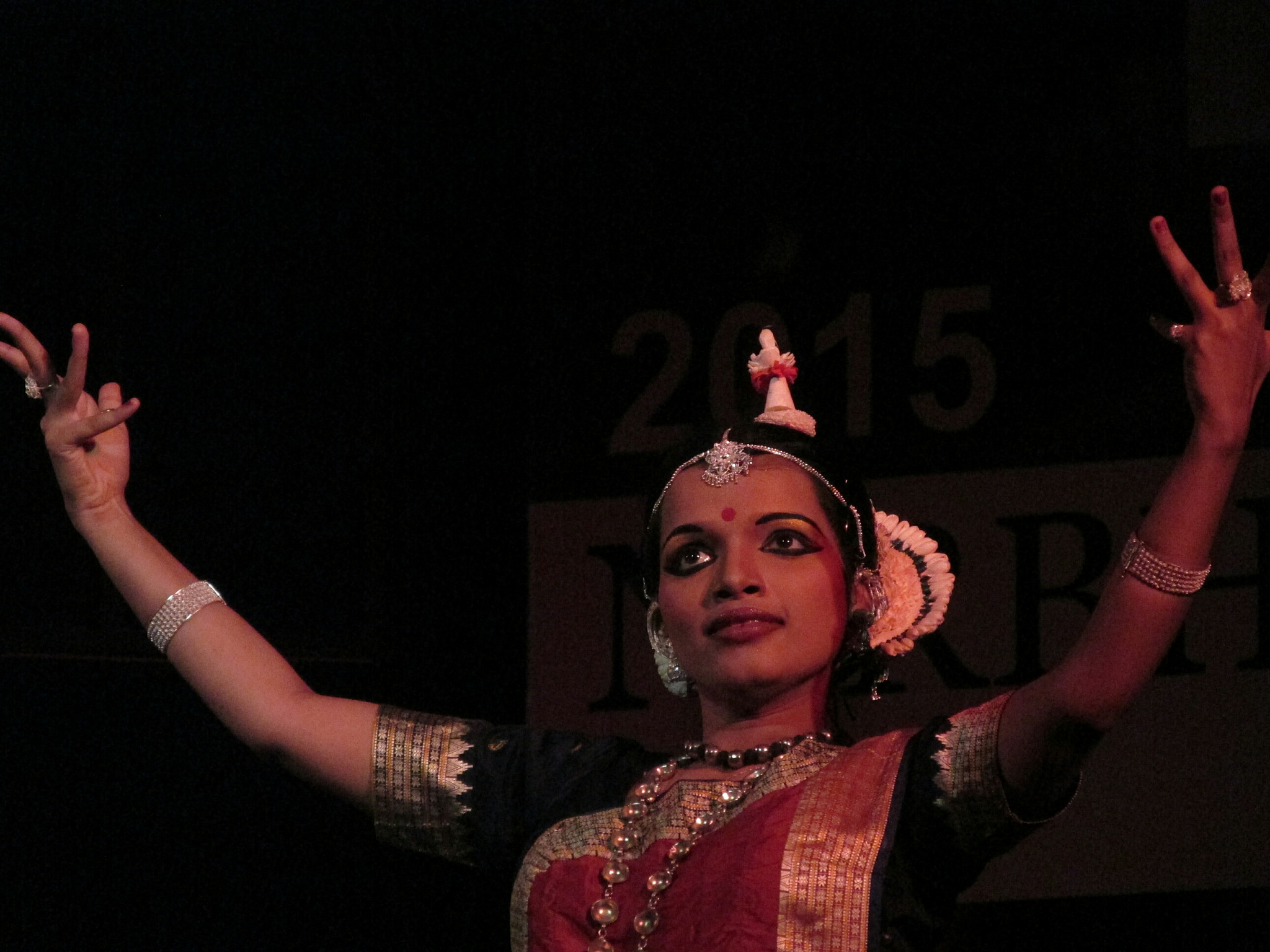
Байсалі Моганті виступає з концертом Nirbhaya Samaroh, що відбувся 9 квітня 2015 року в India Habitat Center, Нью-Делі

2013 року Національна комісія Індії у справах жінок у Нью-Делі привітала Байсалі Моганті з видатними досягненнями з нагоди Міжнародного жіночого дня. Того ж року її танцювальна композиція, присвячена жертві групового зґвалтування в Делі 2012 року, здобула головний приз на танцювальному конкурсі Делійського університету в усіх категоріях.
2017 року лауреат Нобелівської премії миру 2014 року Кайлаш Сатьярті нагородив її престижною нагородою Aarya Award за внесок в індійський класичний танець.